# Борго Боскопијано (Рагуза)
Борго Боскопијано је насеље у Италији у округу Рагуза, региону Сицилија.
Према процени из 2011. у насељу је живело 19 становника. Насеље се налази на надморској висини од 191 м.